# توماس إم. إدواردز
توماس إم. إدواردز هو محامي وسياسي أمريكي، ولد في 16 ديسمبر 1795 في كين في الولايات المتحدة، وتوفي بنفس المكان في 1 مايو 1875. نشط حزبياً في الحزب الجمهوري. وقد انتخب عضو مجلس النواب الأمريكي ‏.